# Iris Love
Iris Cornelia Love (1 de agosto de 1933 - 17 de abril de 2020), foi uma arqueóloga clássica americana, mais conhecida pela redescoberta do Templo de Afrodite em Cnido.

## Início da vida e educação
Love nasceu em Nova York, filho de Cornelius Love, um diplomata e banqueiro de investimentos descendente de Alexander Hamilton e do Capitão Cook, e Audrey Josephthal, bisneta de Meyer Guggenheim. Os seus pais coleccionavam arte e antiguidades, a sua governanta britânica era uma classicista e ela interessou-se desde cedo por arqueologia e línguas. Sua avó, Edyth Guggenheim Josephthal, deixou-lhe um fundo fiduciário.
Ela foi educada na Brearley School em Nova York e na Madeira School em McLean, Virgínia, e em 1955, ela se formou como Bacharel em Artes pelo Smith College.
Mais tarde, ela estudou grego no Hunter College, obteve um mestrado em arqueologia clássica no Instituto de Belas Artes da Universidade de Nova York e concluiu o curso de doutorado, mas nunca escreveu sua dissertação, concentrando-se em suas investigações arqueológicas.
Enquanto estava em Smith, Love passou seu primeiro ano no exterior na Universidade de Florença e então escreveu sua tese de conclusão de curso sobre as figuras de guerreiros etruscos no Metropolitan Museum of Art, que ela identificou como falsas com base na comparação com figuras do Museu Arqueológico Nacional de Florença. Em 1960, ela se encontrou com o diretor do Metropolitan, James Rorimer, um amigo da família, para informá-lo sobre seu próximo artigo em um jornal da Universidade de Nova York expondo os números como não genuínos, mas o museu anunciou as falsificações ao The New York Times um dia antes de sua publicação, sem reconhecer sua pesquisa.
 Alfredo Fioravanti confirmou que ele mesmo criou as figuras do Metropolita.

## Carreira
A primeira escavação de Love foi na ilha de Samotrácia, sob Phyllis Williams Lehmann, começando em 1955. Ela lecionou na Cooper Union, na Smith e na CW Post Long Island University, onde se tornou professora assistente de pesquisa em história da arte e arqueologia em 1967.
Depois de visitar Knidos pela primeira vez com o arqueólogo turco Aşkıdil Akarca, ela conduziu escavações anuais lá a partir de 1967, com financiamento da Universidade de Nova York, auxiliado por amigos ricos da família e fundações. Em 1969, sua equipe, composta majoritariamente por mulheres, descobriu uma fundação que Love acreditava ser os restos do Templo de Afrodite; isso foi confirmado por inscrições encontradas no ano seguinte. Depois que Love apresentou seus resultados na reunião anual do Instituto Arqueológico da América, isso despertou a atenção internacional e visitas ao local da escavação por muitos convidados famosos, incluindo Mick e Bianca Jagger. Essa fanfarra questionou a interpretação de Love, com os críticos acusando-a de converter a escavação em um destino de férias.[carece de fontes?]
Os achados no local do templo em Cnido incluíam fragmentos de mãos de tamanho exagerado que Love acreditava serem da estátua de Afrodite do artista ateniense Praxíteles. Em novembro de 1970, ela anunciou que acreditava ter encontrado a cabeça da estátua em um depósito do Museu Britânico. O museu discordou veementemente, gerando uma polêmica na imprensa. Mais tarde, Love concentrou-se na busca por fragmentos da estátua em Cnido, cavando inúmeras trincheiras profundas de busca que ainda moldam a área da antiga Cnido.
As descobertas de Love em Cnido também incluíram um assentamento minoico, em 1977; mais tarde ela se voltou para a Magna Grécia, procurando principalmente outros santuários de Afrodite ao longo do Golfo de Nápoles, mas em 1986, após o incidente de Achille Lauro, o governo italiano restringiu o acesso civil ao Monte di Dio, onde ela havia planejado cavar para o Templo de Afrodite em Partenope. Em 1982, ela redescobriu um templo de Afrodite em Ancona, no ponto mais ao norte do assentamento grego na Itália.

## Vida posterior e morte
Depois de se aposentar da arqueologia, Love criou cães, inicialmente dachshunds, em uma casa que ela possuía em Vermont; Malachy, um pequinês de quem ela era coproprietária, ganhou o prêmio Best of Show no Westminster Kennel Club Dog Show de 2012, e ela também era coproprietária de Wasabi, um neto de Malachy que foi o vencedor de 2021.  Ela viveu durante 15 anos com a jornalista Liz Smith, dividindo seu tempo entre Nova York e a Itália, onde também teve um relacionamento com o designer e artista plástico Bice Brichetto.
Ela morreu em 17 de abril de 2020 no New York-Presbyterian/Weill Cornell Medical Center de COVID-19.

## Honras
Love foi eleita uma das "dez mulheres lendárias do mundo" em 1980 por sua carreira arqueológica, recebeu um doutorado honorário em belas artes pelo Marymount Manhattan College, e foi a primeira americana a ser nomeada membro do Instituto de História e Arqueologia da Magna Grécia em Nápoles.